# Garchasp
Pour les articles homonymes, voir Garchasp (homonymie).

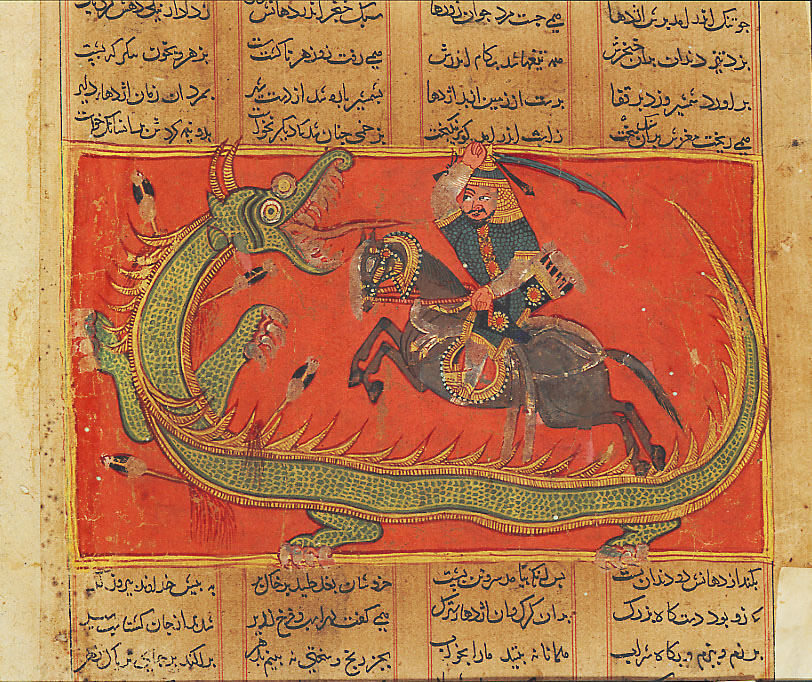
Oeuvre représentant Garshasp tuant le dragon cornu Azi-Sruwar. entre 1425 et 1450.

Garchasp (en persan : گرشاسپ / Garšâsp) fut le dernier chah de la dynastie pichdadienne selon le Livre des Rois de Ferdowsi. Il était un arrière-arrière-grand-père de Rostam.